# Niedercunnersdorf
Niedercunnersdorf és un antic municipi del districte de Görlitz, a l'estat de Saxònia (Alemanya). Amb efectes de l'1 de gener de 2013, es va fusionar amb Eibau i Obercunnersdorf, formant el nou municipi de Kottmar.